# Fromage d'Ayrshire
Le fromage d'Ayrshire est un fromage britannique produit dans l’Ayrshire.
C'est un fromage à pâte pressée, au lait de vache, avec une texture ferme, homogène et une saveur fruitée, qui fait penser au Cantal ou au Laguiole jeune.
Il peut être affiné plusieurs mois. On peut le comparer au fromage Dunlop, également produit dans la région.